# 버넌 워싱턴
버넌 워싱턴(Vernon Washington, 1923년 8월 10일 ~ 1988년 6월 7일)은 미국의 배우이다.
하트퍼드에서 태어났으며 로스앤젤레스에서 사망하였다.

## 출연 작품

### 영화
- 더 다크 (1979, The Dark)
- 최후의 스타화이터 (1984)
- 13일의 금요일 5: 새로운 시작 (1985)

### 텔레비전
- 뿌리: 그 다음 세대 (1979)